# تپه کندیری
تپه کندیری مربوط به سده‌های متاخر دوران‌های تاریخی پس از اسلام است و در شهرستان خدابنده، بخش مرکزی، روستای ورجوشان واقع شده و این اثر در تاریخ ۱۰ خرداد ۱۳۸۲ با شمارهٔ ثبت ۸۹۲۲ به‌عنوان یکی از آثار ملی ایران به ثبت رسیده است.